# Fiasco FM
Fiasco FM est un recueil de textes poétiques en prose de Flynn Maria Bergmann, paru en 2013.
« Ovni littéraire », Fiasco FM est constitué de « 112 poèmes qui disent l'amour déçu : courts ou longs, tous tiennent sur une page, la taille des caractères s'ajustant au cadre afin de la remplir ». Sur le mode du « collage, multipliant les citations musicales » et cinématographiques, ce soliloque « est taillé dans [la] prose poétique simple, nimbée d'effervescences et de métaphores délicieuses », d'un « beatnik désabusé, cabossé, circonscrivant tant bien que mal le vide vaporeux qui ronge le quotidien et hébète les sens ».